# Рейхштадтська угода
Рейхштадтська угода — секретна угода між Росією та Австро-Угорщиною з балканського питання, укладена 26 червня під час зустрічі імператора Олександра ІІ та міністра закордонних справ князя О. М. Горчакова з австрійським імператором Францем Йосифом та міністром закордонних справ Д. Андраші у Рейхштадтському замку.
Угода, підготовлена бароном Жоміні, не зафіксована офіційним документом. За дорученням Горчакова і Андраші було зроблено лише записи переговорів, причому російський і австрійський текст дещо відрізняються один від одного. Відповідно до досягнутих домовленостей сторони обіцяли не втручатися у війну Сербії та Чорногорії проти Туреччини та закрити австрійські порти Клек та Каттаро, через які сторони (переважно Туреччина) отримували зброю та боєприпаси.
У разі перемоги Османської імперії у війні сторони збиралися домагатися відновлення довоєнного статус-кво та проведення адміністративної реформи у Боснії і Герцеговині. У разі поразки турків згідно з російським текстом Сербія мала отримати Герцеговину і порт Спіца на Адріатичному морі, Чорногорія — частину старої Сербії та Боснії, а Австро-Угорщина — турецьку Хорватію та прикордонні райони Боснії. Згідно з австрійським записом у разі поразки турків Сербія та Чорногорія отримали б лише прикордонні райони Боснії та Герцеговини, а більша їх частина переходила б під контроль Австро-Угорщини. При цьому Росія повертала б собі Південно-Західну Бессарабію, відторгнуту у неї за Паризьким мирним договором 1856 і Батум.
У разі «повного розгрому» Туреччини передбачалося, згідно з російським записом, утворення незалежних князівств Болгарії та Румелії, а відповідно до австрійської — надання їм та Албанії автономії у складі Османської імперії. Обидві сторони погоджувалися на розширення Греції. Згідно з російською версією вона мала отримати Фессалію та Епір, а згідно з австрійською — Кріт. Обидві держави визнавали за можливе перетворення Константинополя на «вільне місто».
Під час Константинопольської конференції та у зв'язку з подальшим загостренням становища на Балканах угоду було доповнено Будапештською конвенцією.